# Зрелост
Зрелост је у биологији, стање пуне анатомске и функционалне развијености организма, а резултат је процеса сазревања. У психологији, степен потпуне или релативне развијености неког процеса, способности, црте или функције. Зрела личност има више различитих аспеката зрелости, као што су физичка, сексуална, интелектуална, емоционална, морална и социјална. Појам зреле личности нужно је под утицајем социокултурних чинилаца и вредносно је обојен. Олпорт истиче следеће карактеристике зреле личности: проширено осећање себе, топао однос према другима, емоционална сигурност, реална перцепција, самообјективација и уједињујућа филозофија живота. У смислу социјалне зрелости истиче се да је то особа која је способна да се успешно прилагоди на различите животне промене без изражених сукоба, и да прихвати обавезе и одговорности према себи, својој породици и заједници.